# 九龍巴士63M線
九龍巴士63M線是一條已停辦的巴士路線，由九巴營辦，來往元朗（東）及青衣站。

## 歷史
- 1998年5月26日：63M線投入服務，當時來往元朗（東）及荃灣舊碼頭，以空調巴士及非空調巴士混合行走，途經青山公路、屯門市中心、屯門公路、荃灣及葵芳，再沿荃灣路返回荃灣碼頭，以配合九巴因應大欖隧道通車後，取消九龍巴士68線及九龍巴士68A線，以及九龍巴士64M線、九龍巴士68M線及九龍巴士69M線改經大欖隧道。[1]
- 1998年6月22日：東涌綫投入服務，改以青衣機鐵站作為總站。離開荃灣路後，改經青荃路往青衣機鐵站。[2]
- 2002年4月21日：提升為全空調服務，並改經汀九橋和青衣北岸公路；荃灣至葵芳一段由68A線取代。[3]
- 2004年2月22日：因九廣西鐵（現稱港鐵屯馬綫）通車後客量偏低而取消服務，由68A線延長至青衣機鐵站取代。[4][5]

## 服務時間及班次
元朗（東）開
- 星期一至六
  - 05:30-23:55（12-24分鐘一班）
- 星期日及公眾假期 
  - 05:30-23:55（12-24分鐘一班）

青衣站開
- 星期一至六
  - 06:20-00:45（15-23分鐘一班）
- 星期日及公眾假期 
  - 06:20-00:45（15-23分鐘一班）

## 收費
- 全程收費：$9.5
  - 虎地往青衣站：$8.1
  - 屯門市中心往元朗（東）：$5.0
  - 虎地往元朗（東）：$4.2

### 八達通轉乘優惠
63M線在取消前與248M和249M等巴士路線設有$3.5的八達通轉乘優惠，惟如第二程的車資較優惠額度低，乘客僅享有第二程免費的轉乘優惠。

## 用車
取消前，此路線主要的用車為12輛富豪奧林比安11米（AV）雙層空調巴士，大部份巴士在此路線取消後均過檔至59X線服務。

## 行車路線
此路線的官方全程行車里數為30.4公里，行車時間約為45分鐘。（平均行車時速約為40.5公里）

元朗（東）開經：朗樂路、青山公路－元朗段、青山公路－屏山段、青山公路－洪水橋段、青山公路－藍地段、藍地交匯處、屯門公路、屯發路、屯門公路、汀九橋、青衣西北交匯處、青衣北岸公路、担杆山交匯處及青敬路
青衣站開經：青敬路、担杆山交匯處、青衣北岸公路、青衣西北交匯處、汀九橋、屯門公路、屯喜路、屯門公路、藍地交匯處、青山公路 (藍地、洪水橋、屏山、元朗段)、朗日路及朗樂路。

### 沿線車站
| 元朗（東）開 | 元朗（東）開       | 元朗（東）開         | 青衣站開 | 青衣站開           | 青衣站開             |
| 序號         | 車站名稱           | 位置                 | 序號     | 車站名稱           | 位置                 |
| ------------ | ------------------ | -------------------- | -------- | ------------------ | -------------------- |
| 1            | 元朗（東）巴士總站 | 元朗（東）巴士總站   | 1        | 青衣站巴士總站     | 青衣站公共運輸交匯處 |
| 2            | 又新街             | 青山公路－元朗段     | 2        | 屯門市廣場         | 屯發路               |
| 3            | 康樂路             | 青山公路－元朗段     | 3        | 新墟街市           | 屯門公路             |
| 4            | 元朗警署           | 青山公路－元朗段     | 4        | 紅橋               | 屯門公路             |
| 5            | 水邊村             | 青山公路－屏山段     | 5        | 虎地               | 藍地交匯處           |
| 6            | 朗邊               | 青山公路－屏山段     | 6        | 藍地站             | 青山公路－藍地段     |
| 7            | 屏山               | 青山公路－屏山段     | 7        | 青磚圍             | 青山公路－藍地段     |
| 8            | 新起村             | 青山公路－屏山段     | 8        | 泥圍站             | 青山公路－藍地段     |
| 9            | 灰沙圍             | 青山公路－屏山段     | 9        | 亦園村             | 青山公路－洪水橋段   |
| 10           | 大道村             | 青山公路－屏山段     | 10       | 鍾屋村站           | 青山公路－洪水橋段   |
| 11           | 洪水橋站           | 青山公路－洪水橋段   | 11       | 洪水橋站           | 青山公路－洪水橋段   |
| 12           | 鍾屋村站           | 青山公路－洪水橋段   | 12       | 大道村             | 青山公路－屏山段     |
| 13           | 亦園村             | 青山公路－洪水橋段   | 13       | 灰沙圍             | 青山公路－屏山段     |
| 14           | 泥圍               | 青山公路－藍地段     | 14       | 塘坊村站           | 青山公路－屏山段     |
| 15           | 福亨村             | 青山公路－藍地段     | 15       | 屏山               |                      |
| 16           | 妙法寺             | 青山公路－藍地段     | 16       | 水邊圍邨           |                      |
| 17           | 藍地站             | 青山公路－藍地段     | 17       | 喜利徑             | 青山公路－元朗段     |
| 18           | 虎地               | 藍地交匯處           | 18       | 同樂街             | 青山公路－元朗段     |
| 19           | 紅橋               | 屯門公路             | 19       | 新元朗中心         | 朗日路               |
| 20           | 屯仁街             | 屯門公路             | 20       | 元朗（東）巴士總站 | 元朗（東）巴士總站   |
| 21           | 華都花園           | 屯發路               |          |                    |                      |
| 22           | 青衣站巴士總站     | 青衣站公共運輸交匯處 |          |                    |                      |

## 外部連結
- 九巴官方網站63M線資料（2004-02-21存檔）